# Oldboy (film, 2013)
Az Oldboy 2013-ban bemutatott amerikai akció-thriller, melyet Mark Protosevich forgatókönyvéből Spike Lee rendezett. A főszereplők Josh Brolin, Elizabeth Olsen és Sharlto Copley. Pak Cshanuk 2003-as azonos című dél-koreai filmjének remake-je.
Az Amerikai Egyesült Államokban 2013. november 17-én mutatták be, fogadtatása anyagi és kritikai szempontból is negatív volt.

## Cselekmény
|  | Alább a cselekmény részletei következnek! |

1993-ban, egy alkoholista reklámszakember, Joe Doucett (Josh Brolin) tönkretesz egy találkozót, az egyik potenciális ügyfelével, Daniel Newcombe-val (Lance Reddick), mert rámozdul a barátnőjére. Ezután, Joe részegen elmegy az egyik barátjához és egyben a bártulajdonoshoz, Chuckyhoz (Michael Imperioli), de a férfi nem hajlandó őt beengedni. Míg kinn tartózkodik a szakadó esőben, meglát egy sárga esernyős nőt, mielőtt még eszméletlen lenne. Ahogy egy elszigetelt hotelszobában felébred, megállapítja magáról, hogy fogoly. A fogvatartói alapvetően biztosítanak a számára megfelelő higiéniai ellátást és minden étkezéskor egy kis mennyiségű feldolgozott kínai ételt, hozzá fél liter vodkát. Joe megtudja a TV-ből, hogy az exfeleségét agyonverték és brutálisan megerőszakolták. A kislányát, Miát már őrizetbe vették és az első számú gyanú Joe-ra terelődik. Miután megakadályozzák az öngyilkossági kísérletét, Joe leveleket kezd írni Miának, feladja az alkoholfogyasztást és az elkövetkezendő 20 évben tervezgeti a bosszút. Az idő elteltével, elkezdi formálni a testét különböző edzésekkel és a televíziós mérkőzésekből tanul, bokszolóktól. Hamarosan mindenkiről összeállít egy listát, akik felelősek lehetnek az ő bezártsága miatt; Az első számú gyanúsított Newcombe.
2013-ban, Joe figyeli a "legtitokzatosabb megoldatlan bűntények" TV showt, melyben látja Miát interjúzni, azt állítva, hogy ő hajlandó lenne megbocsájtani neki, ha visszatérne. Őt, ekkor hirtelen elkábítják, majd egy ismeretlen területen felébred egy dobozban, teli-tárca pénzzel, valamint mobillal a zsebében. A távolban meglátja a sárga esernyős nőt, majd elkezdi őt kergetni a közeli klinikáig; Ott találkozik egy Marie Sebastian (Elizabeth Olsen) nevezetű nővérrel, aki felajánlja a segítségét. Joe elutasítja a segítséget, de a nő átad egy névjegykártyát. Később meglátogatja Chuckyt és elmondja neki, hogy mi történt. Gúnyosan kap egy ismeretlen telefonhívást, az idegentől (Sharlto Copley) aki a bebörtönözése mögött áll. Miután megtudja, hogy Newcombe meghalt egy repülőgép-szerencsétlenségben, Joe ellenőrzi a listáján szereplő többi nevet, és kiderül, hogy mindenki ártatlan. Végül a fáradtságtól és a kiszáradástól elájul, végül Chucky felhívja Mariet, hogy orvosi kezelést végezzen Joe-n. Marie elolvassa az összes levelet, amit Joe írt Miának, ezután felajánlja neki a segítségét. Joe vele képes megtalálni azt az éttermet, ahonnan szállították neki az ételt, miközben fogságban volt. Megérkezik egy férfi, és Joe elkezdi követni, egészen egy elhagyatott gyárig, oda ahol fogva tartották. Joe szembesül a tulajdonossal, Chaney-val (Samuel L. Jackson) és elkezdi őt kínozni. Egy rögzített szalagos beszélgetést követel tőle, melyen jól hallatszik Az idegennel való konzultációja, melyből kiderül Joe bebörtönözésének valós feltételei. Joe, ekkor egy kalapáccsal kénytelen szembeszállni Chaney összes emberével, akik közül egynek sikerül hátba szúrnia őt. Joe, ezután visszatér Chucky bárjába, ahol találkozik magával Az idegennel, a sárga esernyős nővel és a testőrével Haeng-Bokkal, akik elraboltál Miát.
Az idegen elmondja Joe-nak, hogy ha képes rájönni az igazi személyazonosságára és a bebörtönözésének valódi indokaira, akkor nem csak elengedi Miát, hanem egy kézzel írt vallomást is átad neki, amely bizonyítja az ártatlanságát, valamint 20 millió dollárt gyémántokban. Azt is ígéri, hogy fejbe lövi magát, amit Joe végignézhet. Miután az Idegen elengedi Joe-t, siet Marie házához, hogy megmentse őt Chaney-tól és az embereitől. Marie képes digitálisan azonosítani Az idegen csengőhangját, amikor ő felhívja Joe-t. Kiderül, hogy a csengőhang egy régi iskolához vezet, ahol Joe meg tudja határozni az Idegen valódi kilétét; Adrian Pryce. Joe elküldi a nevet Chuckynak, aki az interneten utána nyomoz. Felfedezi, hogy amikor még osztálytársak voltak, Joe észrevette, hogy Adrian húga, Amanda szexelt egy idősebb férfival, melynek híre elterjedt az egész egyetemen. A férfiről később kiderült, hogy Adrian és Amanda édesapja; Ő is és a lány is vérfertőzést kaptak. Nem sokkal ezután, Adrian apja megölte a feleségét és Amandat is, majd megpróbálta megölni Adriant, de végül öngyilkos lett. Adrian az egyetlen túlélő, és megfogadta, hogy bosszút áll Joe-n, amiért megalázta és elpusztította a családját. Joe elbújtatja Mariet egy motelben, ahol szexelnek, melyet Adrian kamerán keresztül néz végig. Chucky, amikor próbálja felhívni Joe-t, Adrian tudja fogadni a hívást, és hallja a kikövetkeztetett eseményt. Chucky, Adrian húgára úgy utal, mint egy kurva, ezért Adrian dühösen megöli Chuck-t. Joe később elmegy Adrian lakására, és megöli Haeng-Bokot. Adrian gratulál Joe-nak, hogy felfedezte az igazságot. Ezután, Adrian elmondja Joe-nak, hogy "Mia" valójában egy Ashley nevezetű színésznőt bérelt (már 10 éves kora óta) és az igazi lánya Marie. Elborzad, amit Adrian tett vele, de Joe könyörög a halálért, majd miután bosszút kívánt Adrian, ehelyett átadja neki a gyémántokat, és öngyilkosságot követ el. Joe ír Marie-nek egy levelet, melyben az áll hogy; Soha többé nem látsz, örökre eltűnök az életedből, szörnyű dolgot tettem, megbocsájthatatlant. Boldog életet kíván neki, egy rendes sráccal. Chaseynek add néhány gyémántot, hogy cserébe visszatérhessen a fogságba, nyilvánvalóan örök életre.
|  | Itt a vége a cselekmény részletezésének! |

## Szereplők
| Színész           | Szerep                         | Magyar hang       |
| ----------------- | ------------------------------ | ----------------- |
| Josh Brolin       | Joseph "Joe" Doucett           | Kárpáti Levente   |
| Elizabeth Olsen   | Mia Doucett / Marie Sebastian  | Sipos Eszter Anna |
| Sharlto Copley    | Adrian Doyle Pryce / Az Idegen | Zöld Csaba        |
| Samuel L. Jackson | Chaney                         | Ujlaki Dénes      |
| Michael Imperioli | Chucky                         | Galbenisz Tomasz  |
| James Ransone     | Dr. Tom Melby                  | Dolmány Attila    |
| Linda Emond       | Edwina Burke                   | Kovács Nóra       |
| Hannah Ware       | Donna Hawthorne                | Orosz Anna        |
| Richard Portnow   | Bernie Sharkey                 | Fülöp Zsigmond    |

## Kritikai visszhang
A Metacritic oldalán a film értékelése 49% a 100-ból, amely 41 véleményen alapul. A Rotten Tomatoeson az Oldboy 151 értékelés alapján 39%-os minősítést kapott.

## Fordítás
- Ez a szócikk részben vagy egészben  az   Oldboy (2013 film) című angol Wikipédia-szócikk fordításán alapul.  Az eredeti cikk szerkesztőit annak laptörténete sorolja fel. Ez a jelzés csupán a megfogalmazás eredetét és a szerzői jogokat jelzi, nem szolgál a cikkben szereplő információk forrásmegjelöléseként.